# Bhigvan
Bhigvan är en ort i Indien.   Den ligger i distriktet Pune och delstaten Maharashtra, i den centrala delen av landet, 1 200 km söder om huvudstaden New Delhi. Bhigvan ligger 501 meter över havet och antalet invånare är 8 753.
Terrängen runt Bhigvan är platt. Runt Bhigvan är det tätbefolkat, med 276 invånare per kvadratkilometer. Närmaste större samhälle är Kalas, 14,5 km söder om Bhigvan. Trakten runt Bhigvan består till största delen av jordbruksmark.